# František Penc
František Penc (7. února 1921 Duchcov – 16. dubna 1972 Varšava) byl český a československý politik Komunistické strany Československa, poúnorový poslanec Národního shromáždění ČSSR a Sněmovny lidu Federálního shromáždění, ministr hornictví vlád Československa a diplomat.

## Biografie
Absolvoval vyšší průmyslovou školu. Na konci války byl totálně nasazen v Rakousku. V roce 1945 vstoupil do KSČ a stal se pokladním na dole Fučík v Mostě. V roce 1947 byl revizorem Severočeských dolů a roku 1954 se stal generálním ředitelem národního podniku Severočeské uhelné doly, jímž zůstal následujících deset let.
V letech 1956–1962 působil jako ředitel podniku Severočeské hnědouhelné doly. Zastával i vládní a stranické posty. V letech 1965–1968 byl ministrem hornictví ve vládě Jozefa Lenárta a první vládě Oldřicha Černíka. K roku 1968 se zmiňuje coby ministr hornictví z obvodu Most-jih. Ministerstvo hornictví bylo utvořeno 10. listopadu 1965 (tedy dnem nástupu Pence) přejmenováním dosavadního minissterstva hutního průmyslu a rudných dolů. XI. sjezd KSČ ho zvolil za kandidáta Ústředního výboru Komunistické strany Československa. XII. sjezd KSČ a XIII. sjezd KSČ ho zvolil členem ÚV KSČ. V období duben 1963 – listopad 1965 a znovu v období listopad 1968 – prosinec 1970 byl i členem sekretariátu a tajemníkem ÚV KSČ. V roce 1963 byl vedoucím oddělení na ÚV KSČ.
Ve volbách roku 1964 byl zvolen za KSČ do Národního shromáždění ČSSR za Severočeský kraj. V Národním shromáždění zasedal až do konce volebního období parlamentu v roce 1968.
Po federalizaci Československa usedl roku 1969 do Sněmovny lidu Federálního shromáždění (volební obvod Most-jih), kde setrval do konce volebního období parlamentu, tedy do voleb roku 1971.
Od roku 1970 působil jako velvyslanec ČSSR v Polsku, kde však již v roce 1972 nečekaně zemřel. V roce 1957 mu byl udělen Řád práce. Kromě toho mu byl udělen Řád Vítězného února, Řád rudé hvězdy a další vyznamenání.